# Kościół św. Sulpicjusza w Paryżu

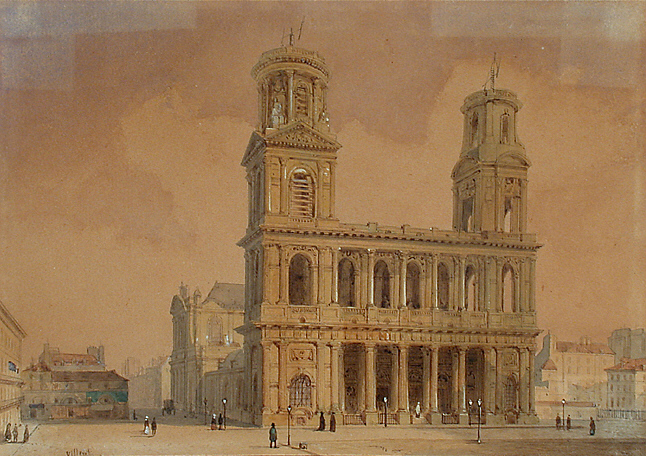
Kościół Saint Sulpice

Kościół Saint-Sulpice (św. Sulpicjusza w Paryżu, fr. Église Saint-Sulpice) – klasycystyczny kościół w VI okręgu paryskim, drugi co do wielkości w mieście (po Notre-Dame).

## Historia

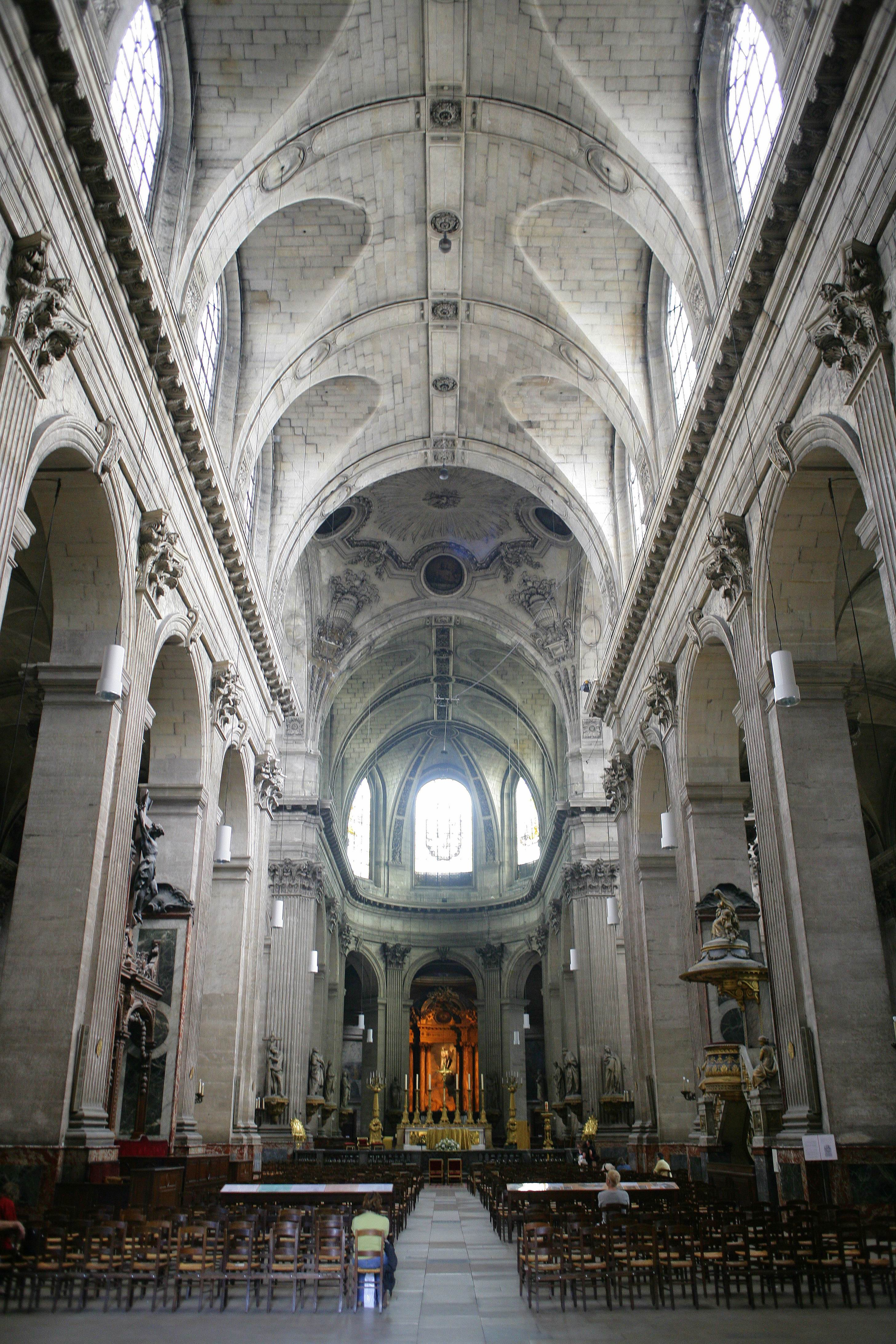
Wnętrze kościoła

Obecny kościół jest drugim budynkiem sakralnym na tym miejscu. Wcześniejszy kościół, pod tym samym wezwaniem, pochodził z XIII w. i jeszcze w wieku XVII przechodził poważne przebudowy. Jednak w 1646 r. proboszcz parafii Jean-Jacques Olier (1608–1657) zdecydował się na budowę nowego, okazalszego budynku. Powołał w tym celu towarzystwo zajmujące się zbiórką pieniędzy, a także ufundował przy kościele seminarium duchowne, które dało początek zgromadzeniu sulpicjanów. Budowa została rozpoczęta w 1646 roku przez uroczyste wmurowanie kamienia węgielnego przez królową Annę Austriaczkę. Prace budowlane trwały przez ponad 140 lat – dopiero w 1732 r. kościół nadawał się do użytku, a jeszcze w 40 później trwały prace przy fasadzie zachodniej.
W czasie Wielkiej Rewolucji Francuskiej kościół został przemianowany na Świątynię Zwycięstwa i poważnie uszkodzony. Zwłaszcza dawne wnętrze, na fali dechrystianizacji, cechującej się racjonalizmem, zostało zdewastowane. Z tego czasu pochodzi napis wyryty nad środkowymi drzwiami wejścia głównego, obecnie ledwie widoczny: Le Peuple Francais Reconnoit L’Etre Suprême Et L’Immortalité de L’Âme (Lud Francji uznaje Byt Najwyższy i Nieśmiertelność Duszy). Autor tego napisu nie jest znany.
Obiekt ponownie ucierpiał w czasie oblężenia Paryża w 1870, kiedy pruski pocisk z działa dalekiego zasięgu trafił w północną wieżę. 17 marca 2019 w kościele wybuchł pożar.
Ze względu na zniszczenia miejscowego kościoła katedralnego powstałe w wyniku pożaru, to w kościele św. Sulpicjusza, 23 maja 2022 roku, odbył się ingres arcybiskupa Paryża Laurenta Ulricha.
W kościele zostali ochrzczeni markiz de Sade oraz Charles Baudelaire, natomiast Victor Hugo wziął ślub z Adelą Foucher. W kościele tym odbył się w 1790 roku ślub rewolucjonisty Camille’a Desmoulins z Lucile.

## Architektura
Kościół ma wymiary 113 metrów długości, 58 – szerokości i 34 – wysokości, co czyni go największą świątynią lewego brzegu Sekwany i drugim co do wielkości w mieście. Wyróżnia się klasycystyczną prostotą; symetrię fasady psuje niedopracowanie (z braku pieniędzy) jednej z dwóch planowanych wież. Fasada jest dwupoziomowa, a jej główną dekorację stanowi kolumnada jońska z oparta na półokrągłych łukach. Obydwie wieże również posiadają półokrągłe okna. Autorami projektu frontu kościoła byli Giovanni Servandowi i Jean Chalgrin. Po obu stronach ozdobionego portalem wejścia głównego znajdują się dwie wielkie muszle, podarowane ongiś Franciszkowi I przez Republikę Wenecką. Od strony chóru obiekt posiada kilka absyd.

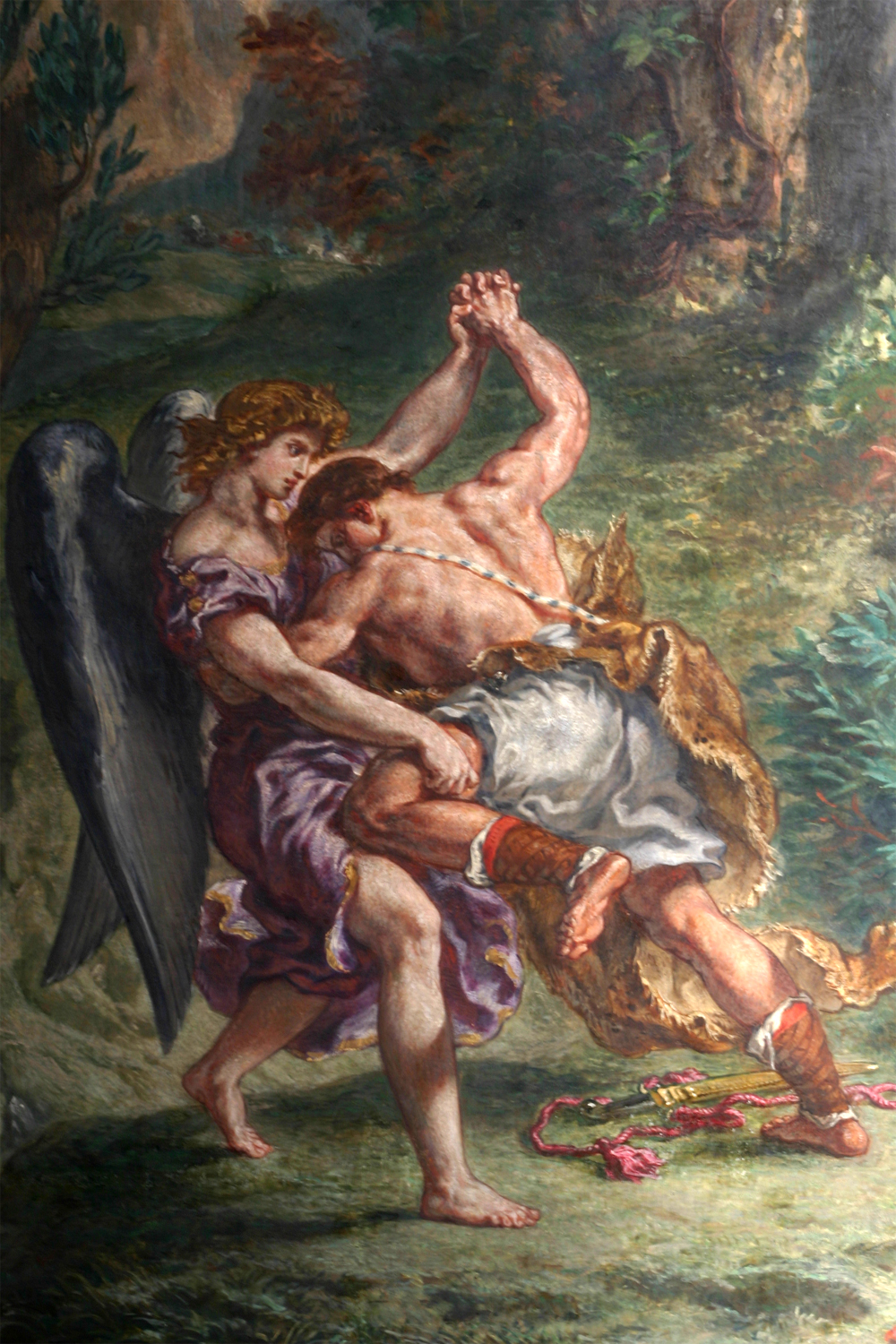
Eugène Delacroix – fresk Walka Jakuba z aniołem

Równie wysokiej wartości są freski wykonane w kościele przez Eugène’a Delacroix w pierwszej połowie XIX wieku. Ołtarze w kościele są klasycystyczne, jednak w większości pochodzą z innych kościołów z racji zniszczeń dokonanych w Saint Sulpice w czasie rewolucji.
W 1727 r. na podłodze kościoła, na życzenie ówczesnego proboszcza, został sporządzony gnomon. W słynnej powieści Kod Leonarda da Vinci linia ta została nieprawidłowo określona jako Południk paryski (w powieści również niepoprawnie tożsamy z Linią Róży), który w rzeczywistości przebiega około 100 m od kościoła. Z gnomonem wiązała się teoria o parafii Saint Sulpice jako o tajnej komórce Zakonu Syjonu, przedstawiona w 1997 r. przez Lynn Picknett i Clive’a Prince’a w książce The Templar Revelation. Obecnie ta sensacyjna koncepcja została w dużej mierze zdyskwalifikowana, jako że dokumenty z Biblioteki Narodowej, na które powoływali się autorzy, okazały się fałszywe, natomiast gnomon z pewnością powstał dopiero w XVIII w. i nie ma nic wspólnego ani z południkiem (czy też Linią Róży, o której pisano we wspomnianej pracy), ani też z tajnymi organizacjami średniowiecznymi.

## Organy

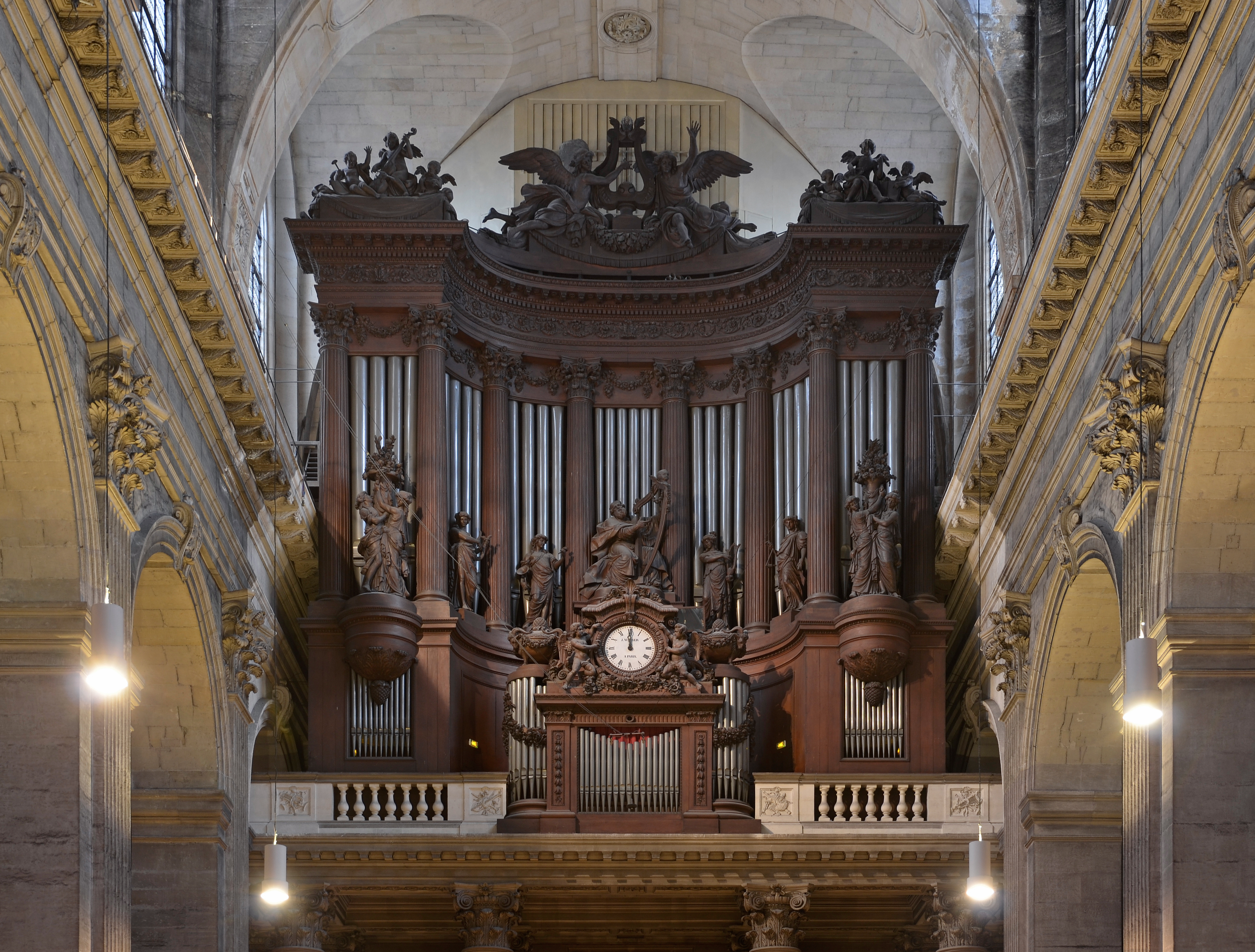
Organy w kościele

We wnętrzu budynku wyróżnia się imponujący prospekt organowy. Powstał on w latach 60. XVIII w. i został poważnie rozbudowany w 1862 r. Autorem tamtej przebudowy jest Aristide Cavaillé-Coll. Organy te, będące szczytowym osiągnięciem budowniczego (101 głosów) mają we Francji status pomnika narodowego i są znane na całym świecie nie tylko ze względu na brzmienie, ale i mistrzowską konstrukcję – od momentu ich wybudowania nie był konieczny jakikolwiek remont poza regularnym strojeniem. Jedynymi zmianami była renowacja kontuaru ok. 1900 oraz instalacja dmuchawy elektrycznej, tłoczącej powietrze do miechów. W momencie wybudowania były jednym z trzech europejskich instrumentów przekraczających liczbę 100 głosów.
Kościół ma bogatą tradycję muzyczną, a stanowisko organisty tytularnego piastowali znani kompozytorzy: Nicolas Séjan w XVIII wieku, Louis Lefébure-Wély (1863−1869), Charles-Marie Widor (1870−1933) i Marcel Dupré (1934−1971), grywał tam również Louis Vierne. Dzięki ich wkładowi instrument oparł się nowym trendom i remontom, zachowując swój pierwotny charakter (wiele organów Aristide’a Cavaille’a-Colla przebudowano niszcząc pierwotne zamysły mistrza). Obecnie organistą tytularnym jest Karol Mossakowski (od 2023), poprzednim był Daniel Roth (od 1985), a wiceorganistą (organiste titulaire-adjointe) Sophie-Véronique Cauchefer-Choplin.
Od wielu lat niedzielna msza o 10:30 odprawiana jest z użyciem organów wielkich; rozpoczyna się wcześniej piętnastominutowym preludium organowym, a na ofiarowanie i Komunię grane są organowe utwory z różnych epok. Po mszy można wysłuchać ok. półgodzinnego recitalu organowego. Podczas następnej mszy o 12:00 organista gra podczas Komunii improwizację.
| I Grand-Chœur C–g³   |     |
| Jeux de combinaison: |     |
| Salicional           | 8′  |
| Octave               | 4′  |
| Cornet V (ab d1)     |     |
| Fourniture IV        |     |
| Cymbale VI           |     |
| Plein jeu IV         |     |
| Bombarde             | 16′ |
| Basson               | 16′ |
| Première trompette   | 8′  |
| Deuxième trompette   | 8′  |
| Basson               | 8′  |
| Clairon              | 4′  |
| Clairon doublette    | 2′  |

| Pédale C–f1          |     |
| Jeux de fond:        |     |
| Principal            | 32′ |
| Principal            | 16′ |
| Contrebasse          | 16′ |
| Soubbasse            | 16′ |
| Principal            | 8′  |
| Flûte                | 8′  |
| Violoncelle          | 8′  |
| Flûte                | 4′  |
| Jeux de combinaison: |     |
| Bombarde             | 32′ |
| Bombarde             | 16′ |
| Basson               | 16′ |
| Trompette            | 8′  |
| Ophicléide           | 8′  |
| Clairon              | 4′  |

| II Grand-Orgue C–g³  |       |
| Principal Harmonique | 16′   |
| Montre               | 16′   |
| Bourdon              | 16′   |
| Flûte conique        | 16′   |
| Montre               | 8′    |
| Diapason             | 8′    |
| Bourdon              | 8′    |
| Flûte harmonique     | 8′    |
| Flûte traversière    | 8′    |
| Flûte a pavillon     | 8′    |
| Quinte               | 51/3′ |
| Prestant             | 4′    |
| Doublette            | 2′    |

| III Positif C–g³       |       |
| Jeux de fond:          |       |
| Violon basse           | 16′   |
| Quintadon              | 16′   |
| Salicional             | 8′    |
| Viole de Gambe         | 8′    |
| Unda maris             | 8′    |
| Quintaton              | 8′    |
| Flûte traversière      | 8′    |
| Flûte douce            | 4′    |
| Flûte octaviante       | 4′    |
| Dulciane               | 4′    |
| Jeux de combinaison:   |       |
| Quinte                 | 21/3′ |
| Doublette              | 2′    |
| Tierce                 | 1³/5′ |
| Larigot                | 1/3′  |
| Piccolo                | 1′    |
| Plein jeu harm. III–VI |       |
| Basson                 | 16′   |
| Trompette              | 8′    |
| Baryton                | 8′    |
| Clairon                | 4′    |

| IV Récit expressif C–g³ |       |
| Jeux de fond:           |       |
| Quintaton               | 16′   |
| Diapason                | 8′    |
| Bourdon                 | 8′    |
| Violoncelle             | 8′    |
| Voix céleste            | 8′    |
| Prestant                | 4′    |
| Doublette               | 2′    |
| Fourniture V            |       |
| Cymbale IV              |       |
| Basson-Hautbois         | 8′    |
| Cromorne                | 8′    |
| Voix humaine            | 8′    |
| Jeux de combinaison:    |       |
| Flûte harmonique        | 8′    |
| Flûte octaviante        | 4′    |
| Dulciana                | 4′    |
| Nazard                  | 21/3′ |
| Octavin                 | 2′    |
| Cornet V                |       |
| Bombarde                | 16′   |
| Trompette               | 8′    |
| Clairon                 | 4′    |
| Machine à grêle         |       |
| Rossignol               |       |
|                         |       |
| Trémolo                 |       |

| V Solo C–g³          |       |
| Jeux de fond:        |       |
| Bourdon              | 16′   |
| Flûte conique        | 16′   |
| Principal            | 8′    |
| Bourdon              | 8′    |
| Flûte harmonique     | 8′    |
| Violoncelle          | 8′    |
| Gambe                | 8′    |
| Keraulophone         | 8′    |
| Prestant             | 4′    |
| Flûte octaviante     | 4′    |
| Jeux de combinaison: |       |
| Quinte               | 51/3′ |
| Octave               | 4′    |
| Tierce               | 31/5′ |
| Quinte               | 21/3′ |
| Septième             | 21/7′ |
| Octavin              | 2′    |
| Cornet V             |       |
| Bombarde             | 16′   |
| Trompette            | 8′    |
| Clairon              | 4′    |
| Trompette en chamade | 8′    |

W kościele znajdują się jeszcze drugie mniejsze organy, wykorzystywane podczas codziennych mszy, tzw. choeur orgue. Wybudowane w 1844, rozbudowane zostały również przez Aristide’a Cavaille’a-Colla w 1857. Od remontu w 1903 pozostają w niezmienionym stanie. Instrument ten pozwolił Widorowi na skomponowanie Mszy na parę organów i dwa chóry.
| I Grand-Orgue    |       |
| Bourdon          | 16′   |
| Montre           | 8′    |
| Salicional       | 8'    |
| Flûte Harmonique | 8'    |
| Bourdon          | 8'    |
| Prestant         | 4'    |
| Octave           | 4'    |
| Quinte (Mutin)   | 2²/3′ |
| Doublette        | 2'    |
| Plein Jeu III    |       |
| Basson           | 16'   |
| Trompette        | 8'    |
| Clairon          | 4′    |

| II Récit expressif   |    |
| Flûte traversière    | 8′ |
| Viole de Gambe       | 8' |
| Voix Céleste         | 8' |
| Flûte octaviante     | 4' |
| Octavin              | 2' |
| Cor Anglais          | 8′ |
| Trompette Harmonique | 8′ |
| Clarion              | 4' |

| Pédale          |
| Soubasse (G.O.) |

## W literaturze
- Kościół jest miejscem akcji powieści Karla Huysmannsa Là-bas, której główni bohaterowie mają związki z satanizmem
- Kościół jest jednym z miejsc akcji powieści Bunt aniołów Anatole’a France’a
- Kościół jest tłem wydarzeń książek Williama Whartona Spóźnieni kochankowie, Werniks
- Kościół jest miejscem jednej z kluczowych scen bestsellerowej powieści Dana Browna Kod Leonarda da Vinci, oparta na fałszywej teorii o powiązaniach parafii Saint Sulpice z Zakonem Syjonu.
- Kościół jest tłem rozgrywania się jednego z aktów opery Jules’a Masseneta Manon
- Jacques Collin, jeden z ważniejszych bohaterów cyklu Honoré de Balzaca Komedia ludzka, podszywając się pod hiszpańskiego księdza Herrerę, odprawia msze w kościele Saint Sulpice
- Kościół występuje w tytule książki Ksawerego [null Montépin] Żebraczka spod kościoła Świętego Sulpicjusza, oryg. Le Mendiante de Saint-Sulpice (wydawnictwo Dreams, 2018).